# Johanna Siekkinen
Johanna Siekkinen (12 ottobre 1976) è una cantante finlandese.

## Biografia
Johanna Siekkinen è salita alla ribalta nel 1995 con la pubblicazione del suo album di debutto Johanna; ha ottenuto un maggiore riscontro commerciale il secondo disco del 1996, Tahdon, certificato disco d'oro con oltre 20 000 copie vendute a livello nazionale. Il terzo album della cantante, Kuka kuivaa kyyneleet, è uscito nel 1998.
Nel 2002 ha preso parte al programma di selezione del rappresentante finlandese all'Eurovision Song Contest cantando Who Cares About a Broken Heart. Dopo essersi qualificata dalla semifinale, si è piazzata penultima su sei partecipanti nella finale. Nel 2010 ha pubblicato un album di musica house intitolato Timestep, e ha iniziato a produrre musica da discoteca in lingua inglese.

## Discografia

### Album
- 1995 - Johanna
- 1996 - Tahdon
- 1998 - Kuka kuivaa kyyneleet
- 2010 - Timestep (con il DNS Project)

### Raccolte
- 2002 - Parhaat

### Singoli
- 1995 - Unelma/Elämäni kuvat
- 1995 - Kaihomieli ja surusilmä/Sudenhetki
- 1996 - Neliapila/Tahdon
- 1996 - Kynttilä/Sininen kuu
- 1996 - Juhannusloitsu
- 1998 - Kuka kuivaa kyyneleet?
- 1998 - Liekki
- 1998 - Valheet/Huuda vain mua
- 2002 - Who Cares About a Broken Heart
- 2012 - Alive
- 2013 - Should Have Loved You
- 2013 - Tonight Is The Night

#### Come featuring
- 2009 - Oceanblue (Jason van Wyk & Vast Vision feat. Johanna Siekkinen)
- 2010 - Mindful (DNS Project feat. Johanna Siekkinen)
- 2011 - Come Closer (Luca Lombardi feat. Johanna Siekkinen)
- 2012 - I Didn't Know I Was Looking for Love (Ronski Speed & Stoneface & Terminal feat. Johanna Siekkinen)
- 2014 - Silence (Mico C & Greg B feat. Johanna Siekkinen)